# 封闭式基金
封闭式基金（英語：closed-end fund）是一类证券投资基金，是指基金發行商透过模型计算出需要发行的固定份额，持有基金份额的投资者不能赎回。不过，基金份额可以在市场进行交易。这是共同基金最初的设计。后来共同基金发展出了开放式基金的形式，后者的基金發行商可以在任何时候根据需求发行额外的份额。